# 柳南乡
柳南乡，是中华人民共和国吉林省通化市柳河县下辖的一个乡镇级行政单位。

## 行政区划
柳南乡下辖以下地区：
马鹿沟村、六合村、柞木村、辛家村、吕家堡村、通沟村和西腰沟村。